# Oued Sefioun
Oued Sefioun là một đô thị thuộc tỉnh Sidi Bel Abbès, Algérie. Dân số thời điểm năm 2002 là 5.343 người.